# Duckeella
Duckeella je rod orhideja iz tribusa Pogonieae, dio potporodice Vanilloideae. Sastoji se od 8 vrsta na sjeveru Južne Amerike

## Vrste
1. Duckeella adolphii Porto & Brade
2. Duckeella alticola C.Schweinf.
3. Duckeella caquetana Szlach. & Kolan.
4. Duckeella fernandezii Szlach., Kolan. & Baranow
5. Duckeella garayi Szlach., Kolan. & Baranow
6. Duckeella humboldtii Kolan. & Szlach.
7. Duckeella linearilabia Szlach., Kolan. & Baranow
8. Duckeella pauciflora Garay